# Мэтьюс, Грегори
Грегори Макалистер Мэтьюс (англ. Gregory Macalister Mathews; 10 сентября 1876, Мерригоен, Новый Южный Уэльс — 27 марта 1949, Уинчестер) — австралийский орнитолог-любитель.
Мэтьюс нажил состояние благодаря акциям горнодобывающих предприятий и переехал в Великобританию приблизительно в 1900 году. Он написал 12-томный труд «Птицы Австралии» (The Birds of Australia).
Он был председателем Клуба британских орнитологов с 1935 по 1938 годы, а в 1939 году за свои заслуги в орнитологии ему было присвоено звание командора ордена Британской империи . В том же году Мютьюс был избран членом Королевского австралазийского союза орнитологов, который он возглавлял с 1946 по 1947 год. Свою обширную орнитологическую библиотеку он пожертвовал в 1939 году Национальной библиотеке Австралии.

## Публикации
- 1908 — The Handlist of the Birds of Australia. (Based on A Handlist of Birds by Bowdler Sharpe).
- 1910—1927 — The Birds of Australia (Mathews)|The Birds of Australia Witherby: London. (12 volumes, assisted by Tom Iredale).
- 1912 — The Reference List of the Birds of Australia. (Novitates Zoologicae, 18 January 1912).
- 1913 — A List of the Birds of Australia. Witherby: London.
- 1920 — The Name List of the Birds of Australia.
- 1921 — A Manual of the Birds of Australia. Volume I: Orders Casuarii to Columbae. Witherby: London. (With Tom Iredale. Only one volume published of a projected four).
- 1924 — The Check-List of the Birds of Australia. Witherby: London. (Comprising Supplements 1-3 of The Birds of Australia).
- 1925 — The Bibliography of the Birds of Australia. Witherby: London. (Comprising Supplements 4 and 5 of The Birds of Australia).
- 1927 — Systema Avium Australasianarum. a Systematic List of the Birds of the Australasian Region. BOU: London. (2 volumes).
- 1928 — The Birds of Norfolk and Lord Howe Islands and the Australian South Polar Quadrant. Witherby: London.
- 1931 — A List of the Birds of Australasia, Including New Zealand, Lord Howe and Norfolk Islands, and the Australasian Antarctic Quadrant.
- 1936 — A Supplement to the Birds of Norfolk and Lord Howe Islands to which is Added those Birds of New Zealand not figured by Buller. Witherby: London.
- 1942 — Birds and Books: the Story of the Mathews Ornithological Library. Verity Hewitt Bookshop: Canberra.
- 1943 — Notes on the Order Procellariiformes. (With Edward Hallstrom).
- 1946 — A Working List of Australian Birds, including the Australian Quadrant and New Zealand. Shepherd Press: Sydney.